# Alcyopis nigromaculata
Alcyopis nigromaculata är en skalbaggsart som beskrevs av Aurivillius 1927. Alcyopis nigromaculata ingår i släktet Alcyopis och familjen långhorningar. Inga underarter finns listade i Catalogue of Life.